# Guerra Otomana-Veneziana (1570-1573)

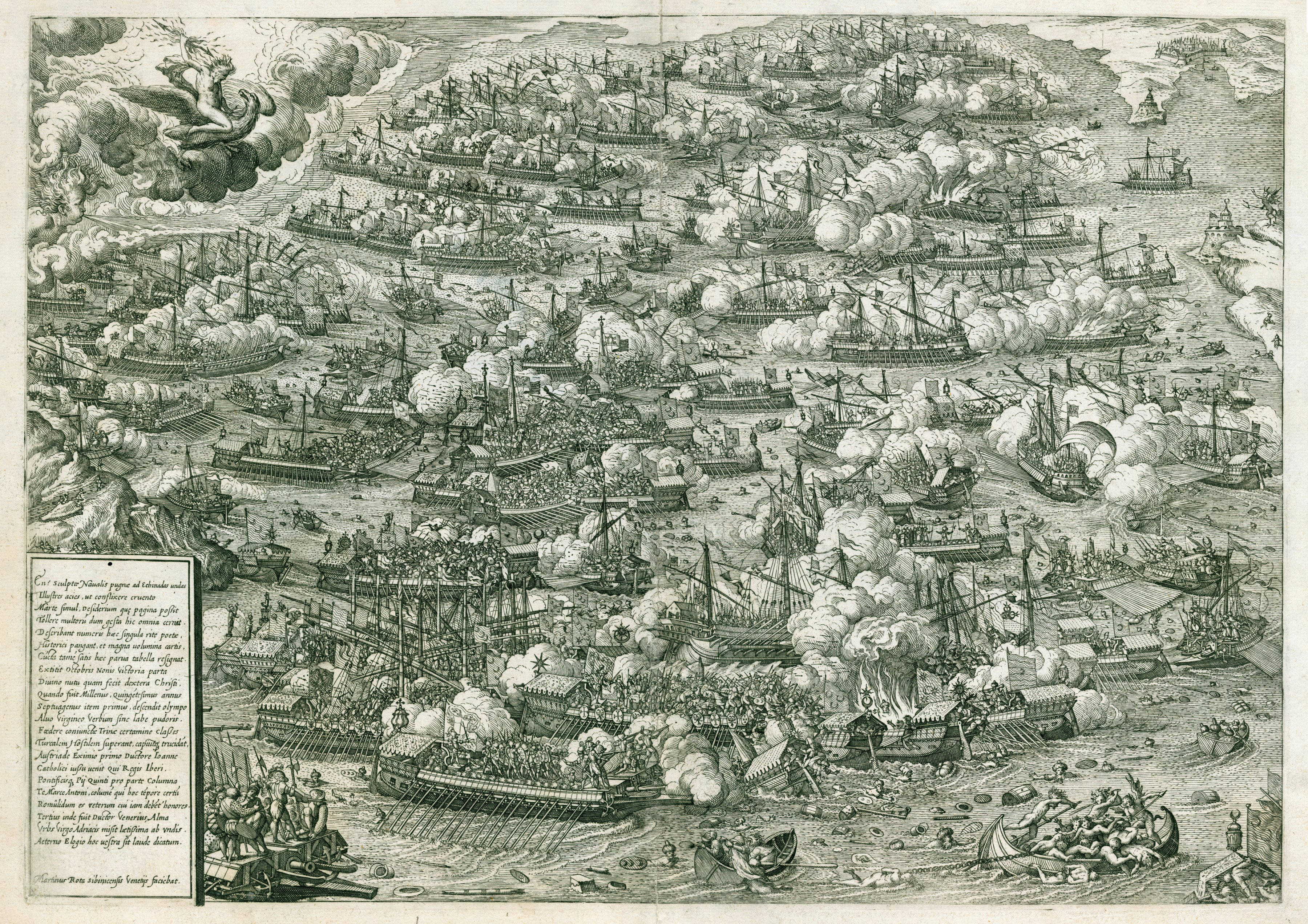
Mapa do cerco de Nicósia, de Giovanni Camoccio, 1574

A Quarta Guerra Otomano-Veneziana, também conhecida como a Guerra de Chipre (italiano: Guerra di Cipro) foi travada entre 1570 e 1573. Foi travada entre o Império Otomano e a República de Veneza, esta última unida pela Liga Santa, uma coalizão de estados cristãos formada sob os auspícios do Papa, que incluía a Espanha (com Nápoles e Sicília), a República de Gênova, o Ducado de Saboia, os Cavaleiros Hospitalários, o Grão-Ducado da Toscana, e outros estados italianos.
A guerra, o episódio preeminente do reinado do sultão Selim II, começou com a invasão otomana da ilha de Chipre, controlada pelos venezianos . A capital Nicósia e várias outras cidades caíram rapidamente para o exército otomano consideravelmente superior -  força que chegaria a 200 000 homens, com 145 canhões -, deixando apenas Famagusta em mãos venezianas. Os reforços cristãos não vieram a tempo e Famagusta acabou caindo em agosto de 1571 após um cerco de 11 meses, o cerco de Famagusta custou aos otomanos cerca de 50 000 baixas.
Dois meses depois, na Batalha de Lepanto, ambos os lados buscavam o confronto decisivo, para o qual haviam acumulado, segundo algumas estimativas, entre 70 e 90 por cento de todas as galeras existentes no Mediterrâneo na época.  As frotas eram mais ou menos equilibradas: a frota otomana era maior com 278 navios contra os 212 cristãos, mas os navios cristãos eram mais robustos; ambas as frotas transportavam cerca de 30 000 soldados, enquanto a frota otomana tinha 50 000 marinheiros e remadores e a frota cristã tinha 20 000 marinheiros e remadores, e enquanto os cristãos tinham o dobro de canhões, os otomanos compensavam por um corpo grande e habilidoso de arqueiros. Em 7 de outubro, as duas frotas travaram uma batalha de Lepanto, o que resultou em uma vitória esmagadora para a frota cristã, enquanto a frota otomana foi efetivamente destruída, perdendo cerca de 25 000 a 35 000 homens, além de cerca de 12 000 escravos de galé cristãos que foram libertados. A frota cristã unida destruiu a frota otomana, mas não conseguiu tirar proveito dessa vitória. Os otomanos rapidamente reconstruíram suas forças navais e Veneza foi forçada a negociar uma paz separada, cedendo Chipre aos otomanos e pagando um tributo de 300 000 ducados.